# Radiodifusão pública
Radiodifusão pública envolve rádio, televisão e outros veículos de mídia eletrônica cuja principal missão é o serviço público. Em grande parte do mundo, o financiamento vem do governo, especialmente através de taxas anuais cobradas dos receptores.
A radiodifusão pública pode ser operada nacional ou localmente, dependendo do país e da emissora. Em alguns países, uma única organização administra a radiodifusão pública. Outros países têm várias organizações de radiodifusão pública operando regionalmente ou em diferentes idiomas. Historicamente, a radiodifusão pública já foi a forma dominante ou única de radiodifusão em muitos países (com as notáveis exceções dos Estados Unidos, México e Brasil). A radiodifusão comercial agora também existe na maioria desses países; o número de países com apenas transmissão pública diminuiu substancialmente durante a última metade do século XX.[carece de fontes?]
A mídia do setor público (financiada pelo Estado) não deve ser confundida com a mídia estatal (controlada pelo Estado), que é "controlada financeira e editorialmente pelo Estado".

## Definição
A principal missão da transmissão pública do serviço público, falando e se engajando como cidadão. O modelo britânico foi amplamente aceito como uma definição universal. O modelo incorpora os seguintes princípios:
- Acessibilidade geográfica universal
- Apelo universal
- Atenção às minorias
- Contribuição para a identidade nacional e senso de comunidade
- Distância dos interesses investidos
- Financiamento direto e universalidade do pagamento
- Concorrência em boa programação em vez de números
- Diretrizes que libertam em vez de restringir

Embora a aplicação de certos princípios possa ser direta, como no caso da acessibilidade, alguns dos princípios podem estar mal definidos ou serem difíceis de implementar. No contexto de uma identidade nacional em mutação, o papel da radiodifusão pública pode não ser claro. Da mesma forma, a natureza subjetiva da boa programação pode levantar a questão do gosto individual ou público.
Dentro da radiodifusão pública, há duas visões diferentes em relação à atividade comercial. Uma é que a radiodifusão pública é incompatível com os objetivos comerciais. A outra é que a radiodifusão pública pode e deve competir no mercado com emissoras comerciais. Essa dicotomia é destacada pelos aspectos de serviço público das emissoras comerciais tradicionais.
As emissoras públicas em cada país podem ou não ser sinônimo de emissoras controladas pelo governo. Em alguns países, como o Reino Unido, as emissoras públicas não são sancionadas por departamentos do governo e possuem meios independentes de financiamento, e, portanto, desfrutam de independência editorial.

### Financiamento
As emissoras públicas podem receber seu financiamento de uma taxa de licença de televisão obrigatória paga pelos usuários de um aparelho de TV ou de rádio, contribuições individuais, financiamento do governo ou fontes comerciais. As emissoras públicas não confiam na propaganda no mesmo grau que as emissoras comerciais, ou em absoluto; isso permite que emissoras públicas transmitam programas que não são comercialmente viáveis para o mercado comercial, como programas de assuntos públicos, documentários e programas educativos.
Um dos princípios da radiodifusão pública é fornecer cobertura de interesses para os quais existem mercados pequenos ou em falta. A radiodifusão pública tenta fornecer tópicos de benefício social que, de outra forma, não são fornecidos por emissoras comerciais. Normalmente, argumenta-se que tal omissão existe quando os benefícios para os espectadores são relativamente altos em comparação com os benefícios para os anunciantes de contatar os espectadores. Este é frequentemente o caso em países subdesenvolvidos que normalmente têm baixos benefícios para a publicidade.

### Política cultural
Além disso, a radiodifusão pública pode facilitar a implementação de uma política cultural (uma política industrial e uma política de investimentos para a cultura). Exemplos incluem:
- O governo do Canadá está comprometido com o bilinguismo oficial do país (inglês e francês). Como resultado, a emissora pública, a CBC, emprega tradutores e jornalistas que falam ambas as línguas oficiais e incentiva a produção de material intercultural. Os separatistas do Quebec argumentam que esta é também uma política de imperialismo cultural e assimilação.
- No Reino Unido, a BBC apoia o multiculturalismo e a diversidade do país, em parte usando comentaristas na tela e apresentadores de diferentes origens étnicas. Há também programas em galês, irlandês e gaélico escocês para o País de Gales, Escócia e Irlanda do Norte, uma rede asiática transmitindo em inglês e cinco línguas principais do sul da Ásia. Além disso, a BBC World Service transmite em 31 idiomas internacionais, também financiados de forma independente do governo.
- Na Nova Zelândia, o sistema público de radiodifusão fornece suporte à transmissão em língua maori, com a intenção declarada de melhorar suas oportunidades, mantendo sua herança cultural e promovendo seu idioma.[carece de fontes?]
- Na Austrália, a emissora pública ABC é legalmente obrigada a “encorajar e promover as artes musicais, dramáticas e outras artes performáticas na Austrália” e “programas de radiodifusão que contribuem para um senso de identidade nacional", com ênfase específica na "Austrália regional e rural”.[7] Além disso, a SBS destina-se a refletir o espírito e senso de riqueza multicultural e os valores culturais internacionais exclusivos dentro da sociedade australiana.

## Implementação da radiodifusão pública ao redor do mundo
O modelo, estabelecido na década de 1920, pela BBC - uma organização amplamente confiável, até mesmo pelos cidadãos das Potências do Eixo durante a Segunda Guerra Mundial - foi amplamente seguido em toda a Europa, o Império Britânico e, mais tarde, a Commonwealth. As emissoras públicas em vários países são basicamente uma aplicação do modelo usado no Reino Unido.[carece de fontes?]
A radiodifusão pública moderna é muitas vezes um modelo comercial misto. Por exemplo, a CBC, a emissora pública canadense, é financiada por publicidade comercial, mas o financiamento é complementado por um subsídio do governo para apoiar a emissora de televisão.

### Américas

#### Argentina
A presença do Estado na radiodifusão teve uma história forte, não no estilo europeu de rádio ou televisão de serviço público. O setor privado assumiu um papel ativo no desenvolvimento da televisão em Buenos Aires. Em oposição, as emissoras estatais tendem a ser federais e tecnologicamente inovadoras, como a Televisión Pública Argentina, a primeira emissora nacional de televisão do país.

#### Brasil
No Brasil, as principais emissoras públicas nacionais são ligadas à Empresa Brasil de Comunicação (EBC) e à Fundação Padre Anchieta. A EBC foi criada em 2007, a partir da fusão da Radiobrás e da ACERP, para administrar as estações de rádio e televisão do governo federal brasileiro. A EBC opera a TV Brasil, uma rede de televisão inaugurada em 2007 que fundiu a TVE Brasil (inaugurada no Rio de Janeiro em 1975) e a TV Nacional (inaugurada em Brasília em 1960). A EBC também opera as estações da Rádio Nacional e Rádio MEC, duas redes de rádio que possuem emissoras em Brasília, Rio de Janeiro, Tabatinga e em ondas curtas direcionada à população da Amazônia Legal. A Fundação Padre Anchieta foi criada pelo governo do estado de São Paulo em 1967 e inclui uma rede nacional de televisão pública educativa, a TV Cultura, lançada em 1969 em São Paulo e que está disponível em todos os estados brasileiros por meio de suas 135 afiliadas. A Fundação Padre Anchieta também opera duas estações de rádio (Cultura FM e Rádio Cultura Brasil, ambas transmitindo para a Grande São Paulo), duas emissoras educacionais voltadas para educação a distância (TV Educação e Univesp TV, que está disponível na TV digital em São Paulo e nacionalmente por cabo e satélite), e o canal infantil TV Rá-Tim-Bum, disponível nacionalmente na TV paga. A Fundação Padre Anchieta é uma entidade sem fins lucrativos que mantém autonomia financeira e administrativa.
Muitos estados brasileiros também têm estações de rádio e televisão públicas regionais e estaduais. Um exemplo é Minas Gerais, que tem a Empresa Mineira de Comunicação (EMC), uma empresa pública criada em 2016 nos mesmos moldes da EBC, formada pela Rede Minas, uma rede estadual de televisão e as duas estações de rádio em AM e FM da Rádio Inconfidência. No estado do Pará, a Fundação Paraense de Radiodifusão (FUNTELPA), uma fundação pública estadual, opera a Rede Cultura do Pará (que possui cobertura em todo o estado, alcançando várias cidades da Amazônia) e a Rádio Cultura (que transmite em FM para a região de Belém). No Rio Grande do Sul, o governo estadual opera a emissora pública estadual TVE-RS (que transmite para todo o estado) e a estação de rádio FM Cultura (com transmissão para a Região Metropolitana de Porto Alegre). As emissoras públicas regionais de televisão no Brasil costumam transmitir parte da programação da TV Brasil ou da TV Cultura com algumas horas de programação local.
Desde o governo de Michel Temer, a EBC tem recebido várias críticas de alguns políticos por ter um alegado viés político. O ex-presidente da República, Jair Bolsonaro, afirmou em sua campanha para as eleições presidenciais de 2018 que a emissora pública é um "cabide de emprego" e propôs privatizar ou extinguir a empresa pública. Em 9 de abril de 2021, o então presidente inseriu a EBC no Programa Nacional de Desestatização, com a intenção de realizar estudos sobre a possibilidade de privatização da emissora pública. Alguns estados também enfrentaram problemas em seus serviços públicos de radiodifusão. Em São Paulo, a Fundação Padre Anchieta já havia lidado com cortes de orçamento, disputas trabalhistas e greves. No Rio Grande do Sul, a TVE-RS e a FM Cultura eram administradas pela Fundação Piratini, uma fundação pública estadual. Porém, em função da crise da dívida pública no estado, em 2018, a Fundação Piratini teve suas atividades encerradas, e a TVE-RS e a FM Cultura passaram a ser administradas diretamente pela Secretaria de Comunicação do governo do estado.
O Brasil também possui várias estações de rádio comunitárias e universitárias e canais educativos de TV locais (muitos deles pertencentes a universidades públicas e privadas).

#### Canadá
No Canadá, a principal emissora pública é a Canadian Broadcasting Corporation (CBC; em francês: Société Radio-Canada), uma empresa pública - que se originou como uma rede de rádio em novembro de 1936. É a sucessora da Canadian Broadcasting Commission (CRBC), que foi estabelecida pela administração do primeiro-ministro R. B. Bennett em 1932, baseado nas recomendações feitas em 1929 pela Royal Commission on Radio Broadcasting e resultante de esforços de lobby da Canadian Radio League. A Canadian Broadcasting Corporation assumiu a operação das nove estações de rádio da CRBC (que estavam concentradas nas principais cidades do Canadá, incluindo Toronto, Vancouver, Montreal e Ottawa). A CBC acabou expandindo para a televisão em setembro de 1952 com a criação da CBFT em Montreal, a primeira estação de televisão no Canadá a iniciar transmissões em tempo integral, que inicialmente serviu como afiliada principal da emissora de língua francesa Télévision de Radio-Canada e afiliada secundária do serviço de televisão CBC em língua inglesa.
A CBC opera duas redes de televisão nacionais (CBC Television e Ici Radio-Canada Télé), quatro redes de rádio (CBC Radio One, CBC Radio 2, Ici Radio-Canadá Première e Ici Musique) e vários canais de televisão por cabo, incluindo dois canais de notícias 24 horas. (CBC News Network e Ici RDI) em ambas as línguas oficiais do Canadá - inglês e francês - e o canal científico de língua francesa Ici Explora. As operações de televisão nacional da CBC e algumas operações de rádio são financiadas em parte por anúncios, além do subsídio fornecido pelo governo federal canadense. Os canais a cabo são entidades comerciais de propriedade e operadas pela CBC e não recebem quaisquer fundos públicos diretos, no entanto, eles se beneficiam de sinergias com recursos das outras operações da CBC. A CBC tem freqüentemente lidado com cortes orçamentários e disputas trabalhistas, muitas vezes resultando em um debate sobre se o serviço possui os recursos necessários para cumprir adequadamente seu mandato.
A partir de 2017, todas as estações terrestres da CBC Television são de propriedade e operadas pela CBC diretamente. O número de afiliadas privadas da CBC Television diminuiu gradualmente nos últimos anos, à medida que a rede transferiu sua programação para emissoras abertas pela empresa ou adquiriu certas afiliadas de grupos de radiodifusão privados; questões orçamentárias levaram a CBC a optar por não lançar novos transmissores de retransmissão em mercados onde a rede se desfiliava de uma estação privada depois de 2006; a rede abandonou as afiliadas privadas restantes em 2016, quando a CJDC-TV de Dawson Creek e a CFTK-TV de Terrace, Columbia Britânica, saíram da CBC Television naquele fevereiro e a CKSA-DT baseada em Lloydminster saiu em agosto daquele ano (para se tornar afiliadas da CTV Two e Global, respectivamente). A decisão da CBC de se desfilar dessas e outras estações privadas, bem como a corporação desativando sua rede de retransmissores após a transição do Canadá para a televisão digital em agosto de 2011, reduziu significativamente a cobertura terrestre da CBC Television e da Ici Radio-Canada Télé; A Comissão Canadense de Rádio e Televisão e Telecomunicações (CRTC) exige que as operadoras de cabo, satélite e IPTV usem as estações CBC e Radio-Canada como parte de seu nível básico, independentemente da disponibilidade terrestre em um mercado individual. Das três principais redes de televisão de língua francesa no Canadá, a Ici Radio-Canada Télé é a única que mantém estações terrestres e afiliadas operadas e afiliadas nas dez províncias canadenses, embora mantenha apenas uma estação em Moncton, Nova Brunswick que serve as quatro províncias que compõem o Canadá Atlântico.
Nos últimos anos, o CBC também expandiu para novos empreendimentos de mídia, incluindo o serviço de rádio online CBC Radio 3, o serviço de streaming de música CBC Music e o lançamento de sites de notícias, como o CBC Hamilton, em alguns mercados que não são diretamente atendidos, além de suas próprias estações de televisão ou rádio da CBC.
Além disso, várias províncias operam emissoras públicas; estes não são subentidades de CBC, mas redes separadas por direito próprio. A maioria dos serviços provinciais mantêm um formato de programação educacional, diferindo das operações de CBC/Rádio-Canadá, baseadas principalmente em entretenimento, mas mais estreitamente formatadas ao (e transmitindo muitos dos mesmos programas que o) Public Broadcasting Service estadunidense, que está disponível em sinal aberto - sob uma regra da CRTC que exige que as operadoras canadenses de cabo, satélite e IPTV mantenham afiliadas das quatro principais redes comerciais dos Estados Unidos (ABC, NBC, CBS e FOX) e uma estação membro da PBS - através de provedores de televisão paga no Canadá, através de estações membro localizadas perto da fronteira EUA-Canadá. Essas emissoras públicas educativas incluem a TVOntario em língua inglesa e a TFO em Ontário, em francês, Télé-Québec em Quebec, e a Knowledge Network em British Columbia. A TVO e a Télé-Québec operam por meio de transmissores e cabos convencionais, enquanto a TFO e a Knowledge Network são apenas canais a cabo. Além desses e de outros serviços provinciais, o Canadá não possui uma rede nacional pública e educativa.
O Canadá é também o lar de várias entidades de radiodifusão públicas que foram privadas. A CTV Two Alberta, que é licenciada como uma estação de televisão educativa em Alberta, já foi propriedade do governo de Alberta como a emissora pública Access. Em 1993, o governo da província concordou em deixar de direcionar o financiamento do Access após o ano fiscal de 1994; o canal foi vendido para a CHUM Limited em 1995, que inicialmente adquiriu o canal através de uma subsidiária de propriedade majoritária, a Learning and Skills Television de Alberta Limited (LSTA). Para cumprir suas condições da sua concessão como uma emissora educativa, transmite programação educativa e infantil durante o dia, ao mesmo tempo em que exibe programas de entretenimento preferidos por anunciantes e espectadores em horário nobre. A emissora interrompeu suas transmissões em Calgary e Edmonton em agosto de 2011, devido às despesas da transição das duas estações para o sinal digital, e ao fato de que o serviço tinha transporte obrigatório em provedores de televisão que serviam a Albera, independentemente de ser transmitido pelos transmissores abertos. Desde então, o serviço funcionou como parte da cadeia de estações CTV Two da Bell Media.
A estação de rádio pública CKUA em Alberta também era anteriormente operada pela Access, antes de ser vendida para a CKUA Radio Foundation, uma fundação sem fins lucrativos, que continua a operá-la como uma rede de rádio financiada pela comunidade. A CJRT-FM em Toronto também operou como uma estação de rádio de propriedade do governo por muitos anos; embora não seja mais financiada pelo governo provincial, ela ainda solicita a maior parte de seu orçamento de doações de ouvintes e corporativas e tem permissão para transmitir apenas uma pequena quantidade de publicidade comercial.
A City Saskatchewan originou-se como Saskatchewan Communications Network, uma emissora pública educativa e cultural, apenas em sinal a cabo, de propriedade do governo de Saskatchewan. A SCN foi vendida para a Bluepoint Investment Corporation em 2010, e como a CTV Two Alberta quando se tornou privada, incorporou um horário limitado de programação de entretenimento durante o final da tarde e horário noturno, mantendo programas educacionais e infantis durante a manhã até o meio da tarde para cumprir suas condições da sua concessão; Bluepoint mais tarde vendeu o canal para a Rogers Media em 2012, expandindo um relacionamento que começou com a SCN em janeiro daquele ano, quando Rogers começou a fornecer programação de entretenimento para o canal através de um acordo de afiliação com sua rede de transmissão em inglês, CityTV. Uma estação de televisão, a CFTU, em Montreal, funciona como uma estação educativa de propriedade da Corporation pour l'Avancement de Nouvelles Applications des Langages Ltée (CANAL) um consórcio privado sem fins lucrativos de instituições educacionais na província de Quebec.
Algumas emissoras comunitárias locais também operam não comercialmente com financiamento de doadores corporativos e individuais. Além disso, as empresas de cabo são obrigadas a produzir um canal comunitário local em cada mercado licenciado. Esses canais têm tradicionalmente transmitido talk-shows da comunidade, reuniões do conselho da cidade e outras programações orientadas localmente, embora esteja se tornando cada vez mais comum adotarem o formato e a marca de um canal de notícias local.
O Canadá também tem um grande número de rádios universitárias e estações de rádio comunitárias.

#### Colômbia
A Colômbia teve, entre 1955 e 1998, um sistema de televisão pública muito semelhante ao adotado pela NPO nos Países Baixos, onde empresas produtoras de televisão privadas, chamadas localmente de "programadoras", recebiam horários nos dois canais públicos de televisão do país (Cadena Uno e Canal A). Em 1998, quando o governo colombiano permitiu a abertura da televisão ao mercado privado, ao distribuir duas concessões de televisão às programadoras Caracol Televisión e RCN Televisión, essas empresas entraram em crise, levando muitas a encerrar suas atividades ou produzir conteúdo para os canais privados. Atualmente, a Colômbia possui três canais públicos (um é operado por uma empresa privada formada pelas ações de quatro ex-programadoras) e oito estações de rádio públicas (três são emissoras regionais).

#### Chile
A televisão no Chile foi criada através das universidades, na tentativa de trazer a televisão pública sem que o Estado pagasse diretamente e controlasse o conteúdo. A Universidade do Chile (proprietária dos antigos canais 9 e 11 até 1993), a Pontifícia Universidade Católica do Chile nos canais 2 e 13 até 2010, e a Pontifícia Universidade Católica de Valparaíso nos canais 8 e 4. O canal 8, em Valparaíso, é a primeira e mais antiga estação no Chile, transmitindo desde 5 de outubro de 1957. Assim, em 1961, os canais universitários começaram a transmitir anúncios e merchandising em seus programas, o primeiro deles sendo o canal 9, mostrando um aparelho de TV da Motorola. Esse tipo de propaganda disfarçada ganhou o nome de "payola". Essa situação, somada ao fato de a TV estar apenas chegando a Santiago e Valparaíso, levou à criação de uma rede pública que deveria atender todo o país. Essa rede, criada em 1964 e em operação desde 24 de outubro de 1969, é a Televisión Nacional de Chile (TVN). Com o fim da ditadura militar comandada por Augusto Pinochet, no final da década de 1980, a televisão foi em grande parte desregulamentada. Assim, nasceram dois novos canais comerciais: Megavisión (em 23 de outubro de 1990) e La Red (em 12 de maio de 1991). O canal 11 da Universidade do Chile também foi concedido a uma empresa privada em 1º de outubro de 1993 e é hoje conhecido como Chilevisión.
A TVN, popularmente conhecida como canal 7, por causa de seu canal em Santiago, é comandada por um conselho de sete membros indicado pelo Presidente e pelo Senado. Ela foi criada para ser independente de posicionamentos políticos, embora tenham sido feitas acusações de parcialidade, especialmente durante as campanhas eleitorais.

#### Equador
Ecuador TV é o canal público do Equador, criado em outubro de 2007, durante o governo do presidente Rafael Correa. O canal foi criado junto com a instalação da Assembléia Constituinte equatoriana para que as sessões pudessem ser transmitidas ao vivo para todo o país.

#### Estados Unidos
As primeiras estações públicas eram operadas por faculdades e universidades estaduais e eram frequentemente administradas como parte dos serviços de extensão cooperativa das escolas. As estações nesta época eram financiadas internamente e não dependiam das contribuições dos ouvintes para operar; alguma publicidade aceita. Redes como Iowa Public Radio, South Dakota Public Radio e Wisconsin Public Radio começaram sob essa estrutura.
Oo conceito de uma emissora "não comercial e educativa" não apareceu na legislação estadunidense até 1941, quando a faixa FM foi transferida para o local atual; a Federal Communications Commission (FCC) reservou as frequências mais baixas da banda - entre 88,1 e 91,9 MHz - para tais estações, embora não se limitem a essas frequências (por exemplo, WFIU em Bloomington, Indiana tem sua freqüência FM em 103.7 MHz ). A KUHT de Houston foi a primeira emissora de televisão pública do país e entrou no ar em 25 de maio de 1953, no campus da Universidade de Houston. Esse fenômeno continuou em outras grandes cidades nos anos 1950; nas áreas rurais, não era incomum que as faculdades operassem estações comerciais (por exemplo, a KOMU da Universidade do Missouri, uma emissora de televisão afiliada à NBC em Columbia). A FCC tinha reservado quase 250 frequências de transmissão para uso como estações de televisão educativas em 1953, embora em 1960, apenas 44 estações alocadas para uso educacional tinham começado as operações.
A aprovação da Lei de Radiodifusão Pública de 1967 - que foi assinada pelo presidente Lyndon B. Johnson, e foi modelado em parte depois de um estudo de 1965 sobre televisão educativa pela Carnegie Corporation de Nova York - precipitou o desenvolvimento do atual sistema público de radiodifusão dos EUA. A legislação estabeleceu a Corporation for Public Broadcasting (CPB), uma entidade privada encarregada de facilitar a diversidade de programação entre as emissoras públicas, o desenvolvimento e expansão da radiodifusão não comercial e o fornecimento de financiamento a estações locais para ajudá-los a criar programas; a CPB recebe recursos destinados pelo governo federal e por meio de doações públicas e privadas. Enquanto a intenção do ato era desenvolver televisão pública e rádio, uma revisão do projeto de lei tinha removido toda menção de rádio do texto original; O senador de Michigan, Robert Griffin, sugeriu mudar o nome do que seria chamado de Lei de Radiodifusão Pública, e mudanças de última hora foram feitas posteriormente à lei (com referências a incorporar o rádio ao projeto de lei) antes que a lei fosse aprovada pelo Congresso e assinada por Johnson.
Nos Estados Unidos, além de alguns serviços diretos, a radiodifusão pública é quase inteiramente descentralizada e não é operada pelo governo, mas recebe algum apoio do governo. O sistema público de radiodifusão dos EUA difere de tais sistemas em outros países, em que as principais emissoras públicas de televisão e rádio - a Public Broadcasting Service (PBS) e a National Public Radio (NPR), respectivamente - operam como entidades tecnicamente separadas. Parte do financiamento vem do apoio da comunidade a centenas de estações públicas de rádio e televisão pública, cada uma das quais é uma entidade individual licenciada para uma das várias organizações sem fins lucrativos, governos municipais ou estaduais ou universidades. As fontes de financiamento também incluem campanhas no ar e on-line e a venda de "spots" de subscrição (normalmente entre 15 e 30 segundos) aos patrocinadores. Emissoras e programas individuais dependem de proporções altamente variadas de financiamento. O financiamento programa-por-programa cria o potencial para situações de conflito de interesse, que devem ser pesadas programa por programa sob padrões como as diretrizes estabelecidas pela PBS. As doações são amplamente dispersas para as estações e produtores, dando ao sistema uma resiliência e ampla base de apoio, mas difundindo a autoridade e impedindo a mudança decisiva e a definição de prioridades. O apoio do governo federal dos Estados Unidos à rádio e à televisão públicas é filtrado pela CPB, que opera como uma organização separada.
A radiodifusão pública é, às vezes, também referida como mídia pública, em um esforço para capturar a expansão do conteúdo público de radiodifusão do rádio e da televisão para as tecnologias digitais, em particular as plataformas web e móvel. Enquanto alguns consideram a mídia pública como análoga à radiodifusão pública, outros usam o termo de forma mais ampla para incluir todas as mídias não comerciais. As estações de rádio e televisão públicas geralmente produzem seus próprios programas e também adquirem programação adicional de produtores nacionais e distribuidores de programas como NPR, PBS, Public Radio International (PRI), American Public Television (APT), American Public Media (APM) e  Public Radio Exchange (PRX).
A televisão pública e o rádio público nos Estados Unidos, a partir do final dos anos 1960, lidaram com severas críticas de políticos conservadores e think-tanks (como a The Heritage Foundation), que alegam que sua programação tem um viés de esquerda. Em parte devido a essa crença, embora seja responsável por apenas uma pequena fração dos gastos do governo, alguns conservadores (inclusive os presidentes Richard Nixon, Ronald Reagan, George W. Bush e Donald Trump e o ex-presidente da Câmara dos Representantes Newt Gingrich) fizeram várias esforços para extinguir ou privatizar a Corporação de Radiodifusão Pública por meio de legislação orçamentária federal. O apoio ao financiamento contínuo do CPB por liberais, independentes e muitos conservadores no Congresso levou a que muitos desses esforços fossem derrotados em nível federal, embora tenha havido tentativas bem-sucedidas de reduzir - embora não eliminar - o financiamento de estações de televisão públicas por parte de legislaturas estaduais.
Defensores das artes e observadores da mídia que se opuseram a extinguir ou privatizar a CPB argumentam que a PBS oferece programas educacionais e artísticos que têm disponibilidade limitada na televisão americana, mesmo que os adventos da televisão a cabo e da transmissão online tenham levado ao desenvolvimento de conteúdo semelhante, inclusive para telespectadores. áreas onde o financiamento educacional é ainda menor que o das áreas urbanizadas e não tem acesso à educação artística. Estimativas anteriores da Corporação para Radiodifusão Pública mostraram que a remoção do financiamento federal para o PCB prejudicaria seriamente as estações de radiodifusão públicas PBS, NPR e públicas independentes, e poderia resultar no colapso gradual do sistema público de radiodifusão. Estudos abrangentes realizados pelo Government Accountability Office e outras organizações concluíram que o financiamento privado não estaria universalmente disponível para estações públicas de rádio e televisão em áreas menos densamente povoadas para substituir o financiamento do contribuinte de 40% a 50% dos orçamentos anuais de alguns países. estações e garantir o acesso universal aos serviços públicos de radiodifusão.

##### Televisão
Nos Estados Unidos, a Public Broadcasting Service (PBS) serve como a principal emissora de televisão pública do país. Quando foi lançada em outubro de 1970, a PBS assumiu muitas das funções de sua antecessor, a National Educational Television (NET). A NET foi fechada pela Fundação Ford e pela CPB depois que a rede se recusou a parar de transmitir documentários sobre diversas questões sociais que foram aclamadas pela crítica por seu foco contundente, mas tirou muitas das afiliadas da rede. A constante necessidade da NET de financiamento adicional levou a Ford Foundation a começar a retirar seu suporte financeiro da rede em 1966, assumindo grande parte da responsabilidade de fornecer receita para a NET em suas estações afiliadas, antes da fundação do CPB, que pretendia criar sua próprio serviço público de televisão. A incorporação da PBS coincidiu com a fusão da WNDT (que se tornou WNET) de Nova York, na National Educational Television, cujo ímpeto foi continuar recebendo financiamento da Fundação Ford e da CPB. A PBS também assumiu os direitos de certos programas originados na NET antes de seu fim (como Mister Rogers 'Neighborhood, o Washington Week in Review e Sesame Street, os dois últimos continuam no ar na PBS até hoje). Posteriormente, a PBS adquiriu a Educational Television Stations, uma organização fundada pela Associação Nacional de Emissoras de Radiodifusão Educacional (NAEB, na sigla em inglês), em 1973.
A PBS e a American Public Television (antiga Eastern Educational Television Network) distribuem programas de televisão para um sistema nacional de estações de televisão de propriedade e operação independentes (algumas com o termo "PBS" em sua marca) apoiadas em grande parte por governos estaduais e federais, bem como o apoio dos telespectadores (incluindo campanhas de penhor que muitos canais públicos de televisão levam para períodos de duas a três semanas pelo menos duas vezes por ano, em datas que variam dependendo da estação ou rede regional), com subscritores comerciais doando para programas específicos e recebendo um curto por suas contribuições. Essa subscrição pode apenas emitir declarações declarativas (incluindo slogans) e pode não incluir "calls to action" (ou seja, a estação não pode dar preços, declarações comparativas ou qualquer coisa que persuadiria o ouvinte a apadrinhar o patrocinador). A maioria das emissoras de televisão pública é de propriedade de instituições de ensino e entidades independentes (incluindo faculdades e universidades, conselhos municipais de educação e organizações sem fins lucrativos); entretanto, algumas redes públicas de televisão estaduais são operadas como agências do governo estadual, e algumas estações de televisão públicas independentes que atendem a um mercado individual são administradas por um governo municipal ou por uma agência relacionada dentro dele. Ao contrário da National Public Radio, no entanto, a PBS não produz nenhum dos programas que transmite nem tem uma divisão interna de notícias; Todos os programas PBS são produzidos por estações membros individuais e empresas de produção externas para distribuição a suas estações-membro por meio do feed de rede.
Com a exceção de algumas estações secundárias ou terciárias em certas cidades grandes e médias que dependem inteiramente do conteúdo reexibido da American Public Television e de outros distribuidores, a grande maioria das estações de televisão pública nos Estados Unidos são membro da PBS. Dos 354 membros da PBS atualmente operando a partir de 2017 (que respondem por 97% das 365 estações de televisão pública nos Estados Unidos), aproximadamente a metade pertence a uma das 40 redes estaduais ou regionais, que transportam programação alimentada por uma estação matriz para uma rede de transmissores por satélite em toda a totalidade ou numa sub-região de um estado individual; esse modelo também é usado por alguns grupos de estações de rádio públicas (principalmente os pertencentes a uma rede de membros da PBS). Em um desvio do modelo de afiliação que começou a surgir na televisão comercial no final da década de 1950, em que uma única estação detém os direitos locais exclusivos de programação de programação da rede, a PBS mantém associações com mais de uma estação educacional não comercial em mercados (como Los Angeles e Chicago, ambos com três estações associadas à PBS); nesses mercados de conflito, os membros da PBS que participam do Plano de Diferenciação do Programa (PDP) recebem uma porcentagem da programação distribuída da PBS para sua programação semanal - o total mais alto geralmente é alocado à estação PBS "primária" do mercado - resultando em certos programas transmitidos nas tomadas do PDP em uma base atrasada, a menos que a estação principal ou uma estação membro adicional tenha exclusividade de mercado sobre um programa em particular.
Assim como os afiliados da rede comercial, as estações-membro da PBS recebem a latitude de agendar programas fornecidos pela PBS para transmissão nacional em horários de sua escolha, particularmente no caso de sua programação no horário nobre, ou antecipar-se a eles. As estações da PBS normalmente transmitem a programação infantil fornecida pelo serviço e através de distribuidores independentes como a American Public Television durante as manhãs e as horas da tarde, e em muitas, embora nem todas as estações, nas manhãs de fim de semana; a maioria das estações públicas independentes também realiza programas para crianças, embora possam não incluir de maneira ampla os horários diurnos dessas estações, como é comum com os estabelecimentos membros da PBS. Muitas estações membros também transmitiram programas de educação a distância e outros programas de ensino para uso em escolas públicas e privadas e cursos de educação de adultos (desde a década de 2000, muitas emissoras de televisão pública têm relegado esses programas a subcanais digitais que a estação pode manter ou transmitir exclusivamente pela internet).  O PBS também oferece um cronograma básico de programação no horário nobre, apresentando uma mistura de documentários, artes e programação de instruções, além de dramas roteirizados. A programação adquirida distribuída diretamente para emissoras de televisão públicas - como séries importadas, documentários e longas-metragens lançadas teatralmente, programas políticos e de atualidades e programas de melhoramento da casa, jardinagem e culinária - preenche o restante do dia de transmissão da emissora. PBS e estações públicas independentes também produzem programas de interesse local, incluindo noticiários locais e/ou revistas eletrônicas de notícias, programas de assuntos públicos, documentários e, em algumas áreas, cobertura de martelo a martelo de processos legislativos estaduais.
Com o advento da televisão digital, outras redes de televisão pública - a maioria das quais tem associação direta ou indireta com a PBS - também foram lançadas, para fornecer programação cultural, de entretenimento e de instrução adicional. A PBS opera três dessas redes: PBS Kids, uma rede que apresenta programas infantis exibidos na programação diurna do canal principal do PBS; PBS HD Channel, um canal dedicado que consiste em conteúdo de alta definição; e o PBS Satellite Service, um canal alternativo de programação em tempo integral selecionada do principal serviço da PBS, que também é realizado em algumas estações-membro como um canal de programação durante a noite. Serviços independentes incluem Create, uma rede operada pela American Public Television apresentando programas de bricolagem, casa e jardim, culinária e viagens; MHz Worldview, uma rede de propriedade da MHz Networks, que transmite séries dramáticas internacionais (particularmente drama criminal), programas de notícias e documentários; e World, uma joint venture da American Public Television, da WNET, da WGBH Educational Foundation e da National Educational Telecommunications Association, que transmitem programas de ciência, natureza, notícias, relações públicas e documentário.
A maioria das comunidades também tem canais de televisão de acesso público nos sistemas locais de televisão a cabo, que geralmente são pagos por taxas de franquia de televisão a cabo e, às vezes, parcialmente apoiados por meio de doações de cidadãos.
O governo dos Estados Unidos possui um canal aberto: a NASA TV, um conjunto de canais que cobre o programa espacial do país e uma coleção de programas de educação científica. Até as operações de desativação em 2014, o governo estadunidense - por meio de um braço do Departamento de Defesa dos Estados Unidos - também operou o DoD News Channel, que transmitia notícias sobre as operações militares do país. A NASA TV e o DoD News Channel foram distribuídos unicamente por satélite e pela Internet e, portanto, não têm o amplo alcance das emissoras nacionais de outros países.

##### Rádio
A primeira rede de rádio pública nos Estados Unidos foi fundada em 1949 em Berkeley, Califórnia, como KPFA, que se tornou e continua a ser a principal estação de uma rede nacional chamada Pacifica Radio. Desde o início, a rede recusou qualquer tipo de financiamento corporativo e baseou-se principalmente no apoio do ouvinte. O KPFA doou rádios FM gratuitos para construir uma base de ouvintes e encorajar os ouvintes a "se inscreverem", ou seja, apoiar a estação diretamente com doações. É a rede de rádio mais apoiada pelos ouvintes em todo o mundo. Desde a criação da Corporation for Public Broadcasting, Pacifica recebeu por vezes apoio da CPB. A Pacifica administra outras estações em Los Angeles, Nova York, Washington, DC. e Houston, bem como estações retransmissoras e uma grande rede de afiliadas.
Uma rede pública de rádio, a National Public Radio (NPR), foi criada em fevereiro de 1970, como subproduto da aprovação da Lei de Radiodifusão Pública de 1967. Essa rede - que substituiu a  National Educational Radio Network  da Fundação Ford - é coloquialmente imprecisa, confundida com a rádio pública como um todo, quando na verdade a "rádio pública" inclui muitas organizações. Algumas estações de rádio públicas locais independentes compram sua programação de distribuidores como a NPR; Public Radio Internacional (PRI); American Public Media (APM); Public Radio Exchange (PRX); e Pacifica Radio, mais frequentemente distribuídas pelo Public Radio Satellite System (PRSS). Em torno desses programas distribuídos, as estações preenchem quantidades variáveis de programação local e outras. Várias estações públicas são completamente independentes desses serviços de programação, produzindo todos ou a maior parte de seu conteúdo. As estações de rádio públicas nos Estados Unidos tendem a transmitir uma mistura de programas de notícias e variedades, além de programas de música e artes/cultura. Algumas das operações maiores dividem esses formatos em estações ou redes separadas. Emissoras de música são provavelmente mais conhecidas por tocar música clássica, embora outros formatos sejam oferecidos, incluindo o formato de música "eclética", que é bastante formal e comum entre as estações de rádio universitárias. Jazz é outro formato tradicional, mas em declínio, nas rádio públicas estadunidenses. Música e programação cultural nativa americana e latina também são apresentadas regionalmente.
O governo estadunidense opera alguns serviços de transmissão direta limitada, mas todos são serviços de informação altamente especializados (como por exemplo, uma rádio que transmite a hora certa em ondas curtas chamada WWV/WWVH, ou a NOAA Weather Radio, especializada em meteorologia) ou voltados para públicos estrangeiros como a Voz da América. De 1948 a 2013, as transmissões direcionadas ao exterior, muitas das quais foram planejadas como propaganda, foram proibidas de serem ouvidas dentro dos Estados Unidos devido à Lei Smith-Mundt, uma restrição que já foi levantada. Embora a NOAA Weather Radio tenha repetidores terrestres individuais nos Estados Unidos (embora em uma faixa especial reservada para tais transmissões), o WWV, o VOA e outros operam a partir de instalações únicas de ondas curtas; nenhum desses serviços pode ser ouvido nas bandas de AM ou FM mais comuns em rádios dos EUA. No início de 2016, a KIOF-LP (97.9 FM) em Las Vegas, começou a transmitir as notícias da Voz da América a cada hora e é a única estação de rádio pública nos Estados Unidos a transmitir o noticiário produzido pela Voz da América desde que as restrições da Lei Smith-Mundt foram levantadas.
As estações locais obtêm parte do financiamento para suas operações por meio de campanhas de penhor regulares que buscam doações individuais e corporativas e patrocínio de empresas. Algumas estações também obtêm parte de seu financiamento de governos federais, estaduais e locais e de universidades financiadas pelo governo, além de receber o uso gratuito do espectro de rádio público. As estações locais contratam os distribuidores do programa e também fornecem algumas programações. A NPR produz sua própria programação (a PBS, ao contrário, não cria seu próprio conteúdo, que é produzido por estações-membro selecionadas e distribuidores de programas independentes). A NPR também recebe algum financiamento direto de doadores privados, fundações e da Corporação para Radiodifusão Pública.

#### Uruguai
O Uruguai tem uma forte história de radiodifusão pública na América do Sul. Inaugurada em 1963, a Televisión Nacional Uruguay (TNU) está agora ligada ao Ministério da Educação e Cultura do país. Além disso, a Radiodifusión Nacional de Uruguay é uma rede de rádios com 4 estações diferentes em AM e FM com cobertura nacional.

#### Venezuela
Em 2005, sob a iniciativa do governo venezuelano do presidente Hugo Chávez e com o apoio dos governos da Argentina, Bolívia, Cuba, Equador e Nicarágua, a rede de notícias e documentários teleSUR foi criada com o objetivo de ser um instrumento para o "concretização da ideia bolivariana" através da integração da América, e como um contrapeso ao que os governos que a financiam consideram uma "visão distorcida da realidade latino-americana por redes privadas que transmitem para a região". A teleSUR é frequentemente acusada por opositores do governo venezuelano de ser uma ferramenta de propaganda chavista. O governo da Venezuela detém 51% das ações do referido canal.

### Europa

#### Alemanha
Após a Segunda Guerra Mundial, quando as emissoras regionais foram fundidas em uma rede nacional pelos nazistas para criar um poderoso meio de propaganda, os Aliados insistiram em uma estrutura descentralizada e independente para a radiodifusão pública alemã e criaram empresas públicas regionais de radiodifusão que ainda existem hoje.
- NDR (Baixa Saxónia, Hamburgo, Schleswig-Holstein e Mecklenburg-Vorpommern), separada da antiga NWDR
- RBB (Berlim e Brandemburgo), fundidas a partir da SFB e ORB
- SWR (Baden-Württemberg e Renânia-Palatinado), fundido da SDR e SWF
- MDR (Saxônia, Saxônia-Anhalt e Turíngia), criada em 1991
- WDR (Renânia do Norte-Vestefália), separada da antiga NWDR
- BR (Baviera)
- h (Hesse)
- SR (Sarre)
- RB (Bremen)

Além dessas nove emissoras regionais de rádio e TV, que cooperam na rede ARD, um segundo serviço nacional de televisão - na verdade chamado Zweites Deutsches Fernsehen (ZDF) - foi criado em 1961 e um serviço de rádio nacional com duas redes (Deutschlandradio) foi criado a partir das estações de propaganda da Guerra Fria em 1994. Todos os serviços são financiados principalmente pelas taxas de licença pagas por cada família e são governados por conselhos de representantes dos "grupos socialmente relevantes". As estações públicas de rádio e TV gastam cerca de 60% dos 10 bilhões de euros gastos por ano na radiodifusão na Alemanha, tornando-se o sistema de transmissão pública mais caro do mundo.
O Hans-Bredow-Institut, ou Instituto Hans-Bredow para Pesquisa de Mídia na Universidade de Hamburgo (HBI) é uma fundação independente sem fins lucrativos com a missão de pesquisa de mídia sobre comunicação pública, particularmente para radiodifusão de rádio e televisão prestadores de serviços de mídia) e outras mídias eletrônicas, de forma interdisciplinar.
Na Alemanha, também existem emissoras públicas estrangeiras. São elas a AFN, direcionada para os militares estadunidenses na Alemanha, BFBS para os militares britânicos, Voz da Rússia, RFE e Radio Liberty.

#### Áustria
ORF (Österreichischer Rundfunk) é a emissora pública na Áustria. Apesar do fato de que as empresas de radiodifusão privadas foram permitidas na Áustria no final da década 1990, a ORF ainda é a principal emissora da Áustria. Tem três emissoras de rádio em todo o país (Ö1, Ö3, FM4), e nove emissoras regionais (um para cada Bundesland). O seu portfólio de TV inclui dois canais de interesse geral (ORF 1 e ORF 2), um canal cultural (ORF III), uma versão europeia da ORF 2 e um canal de esportes (ORF Sport +). A ORF também participa da rede de televisão por satélite 3sat em alemão.

#### Bélgica
A Bélgica possui três redes, uma para cada comunidade linguística:
- RTBF, em língua francesa, com 4 canais de TV (La Une, La Deux, La Trois e Arte Belgique) e 6 rádios.
- VRT, em língua holandesa, com 3 canais de TV e 10 rádios.
- BRF, de língua alemã, com 1 canal de TV e 2 rádios.

Originalmente chamada INR - Institut National belge de Radiodiffusion (em neerlandês: Belgisch Nationaal Institut voor de Radio-omroep) - a organização de radiodifusão pública foi criada por lei em 18 de junho de 1930. A transmissão de televisão de Bruxelas começou em 1953, com duas horas de programação todos os dias. Em 1960, o INR foi incluído na RTB (francês: Radio-Télévision Belge) e BRT (holandês: Belgische Radio-en Televisieomroep).
Em 1 de outubro de 1945, o INR-NIR começou a transmitir alguns programas em alemão. Em 1961, o RTB-BRT iniciou um canal de rádio em alemão, transmitindo de Liège. Em 1977, após a federalização belga e o estabelecimento de comunidades lingüísticas separadas, a emissora em francês da RTB-BRT tornou-se RTBF (em francês: Radio-Télévision Belge de la Communauté française), a emissora em alemão tornou-se BRF (em alemão: Belgischer Rundfunk) e a emissora em neerlandês permaneceu como BRT. A BRT foi renomeada em 1991 para BRTN (em neerlandês: Belgische Radio-en Televisieomroep Nederlandstalige Uitzendingen) e novamente em 1998 para VRT (em neerlandês: Vlaamse Radio-en Televisieomroeporganisatie).

#### Dinamarca
A DR é a emissora nacional de serviço público. A empresa pública foi fundada em 1925, com princípios semelhantes aos da BBC britânica. A DR administra seis canais de televisão em todo o país e oito canais de rádio. O financiamento vem principalmente de uma taxa de licença anual, que todos que possuem um aparelho de televisão, um computador ou outros dispositivos que podem acessar a internet, têm que pagar. Uma parte das taxas cobradas também é usada para financiar a rede de estações regionais de serviços públicos operando sob a marca da TV2. A própria TV2, no entanto, é uma televisão comercial de propriedade do governo financiada por doações e publicidade, com deveres particulares de serviço público, como permitir que as estações regionais transmitam seus noticiários locais dentro de horários específicos do canal principal da TV2.

#### Espanha
Na Espanha, sendo um país altamente descentralizado e multicultural, coexistem dois sistemas públicos de radiodifusão: uma emissora nacional de televisão, a Radiotelevisión Española (RTVE), que pode ser vista em toda a Espanha e muitos canais de TV autônomos, transmitidos apenas dentro de suas respectivas Comunidades Autônomas. A Televisión Española foi fundada em 1956, durante a ditadura franquista. Transmite dois canais de televisão diferentes: TVE1 (também conhecido como La Primera ou La Uno), que é um canal geral de grande audiência; e TVE2, (também conhecida como La Dos), que tende a oferecer programação cultural, bem como competições esportivas. Até 2008, a RTVE foi financiada tanto por fontes públicas como por publicidade privada; no entanto, o governo espanhol decretou recentemente que, a partir de setembro de 2009, os canais da RTVE serão financiados com o dinheiro do contribuinte e com a fundação privada levantada do resto das estações de TV privadas da Espanha, removendo assim a publicidade da emissora. Uma taxa de licença de TV foi sugerida, mas não teve aprovação popular.
Além disso, cada uma das comunidades autônomas da Espanha tem sua própria emissora pública, todas elas membros da FORTA, geralmente consistindo em um ou dois canais públicos que tendem a reproduzir o modelo estabelecido pela Televisión Española: um canal mais generalista e um canal mais cultural. Nas comunidades autónomas que têm a sua própria língua oficial para além do espanhol, esses canais podem transmitir não em espanhol, mas na outra língua co-oficial. Por exemplo, isso ocorre na Catalunha, onde a TV3 transmite principalmente em catalão. No País Basco, a Euskal Telebista (ETB) tem três canais, dois dos quais transmitidos apenas em basco (ETB 1 e ETB 3), enquanto o outro (ETB 2) transmite em espanhol. Na Galiza, a Televisión de Galicia e a tvG2 transmitem ambas em galego. Todas as redes autônomas são financiadas pelo governo e também admitem publicidade privada.

#### França
Em 1949, a Radiodiffusion-Télévision Française (RTF) foi criada para substituir a antiga responsabilidade da Radiodiffusion Française pela operação das três redes públicas de rádio do país e pela introdução de um serviço público de televisão. Uma quarta rede de rádio foi adicionada em 1954 e um segundo canal de televisão em 1963.
A RTF foi substituída pelo Office de Radiodiffusion-Télévision Française (ORTF), uma estrutura mais independente, em 1964. A ORTF vigiou o nascimento de um terceiro canal de televisão em 1972, dois anos antes da dissolução da estrutura em 1974. Entre esta data e 2000, cada canal tinha sua própria estrutura de direção. O primeiro canal (TF1) foi privatizado em 1987 (na época, o canal com maior audiência era o outro canal público Antenne 2).
Em 1986, foi criado um canal público francês/alemão, o ARTE, originalmente transmitido por cabo e satélite. Mais tarde, a queda do canal privado La Cinq libertou algumas frequências que utilizava todos os dias depois das 19h. Em 1994, um novo canal público, o La Cinquième foi criado para usar o tempo restante nas mesmas frequências. La Cinquième e a ARTE compartilharam os mesmos canais, com exceção dos canais por satélite, cabo e internet, onde ambos podiam ser transmitidos durante todo o dia. Em 2000, todos os canais públicos de rádio e televisão foram unidos e passaram a se chamar France Télévisions e Radio France.

#### Islândia
A Ríkisútvarpið, também conhecida como RÚV, é a organização nacional de radiodifusão de serviço público da Islândia. A RÚV iniciou a transmissão de rádio em 1930 e suas primeiras transmissões de televisão foram feitas em 1966. Em ambos os casos, a cobertura atingiu rapidamente quase todos os lares na Islândia. A RÚV é financiada por uma taxa de licença de televisão coletada de todo contribuinte de renda, bem como receita de publicidade. A RÚV é um membro ativo da União Europeia de Radiodifusão desde 1956.
A RÚV - que pelos termos de sua carta é obrigada a "promover a linguagem islandesa, a história islandesa e a herança cultural da Islândia" e "honrar regras democráticas básicas, direitos humanos e a liberdade de expressão e opinião" - carrega uma quantidade substancial de artes, mídia e atualidades, além de também transmitir entretenimento geral através longas-metragens e séries de drama de televisão internacionalmente populares como Lost e Desperate Housewives. A programação da RÚV também inclui cobertura esportiva, documentários, programas de entretenimento produzidos pela emissora e programação infantil (como por exemplo, LazyTown, um dos mais conhecidos sucessos produzidos na Islândia).

#### Irlanda
Na Irlanda existem duas emissoras públicas, a RTÉ e TG4. A RTÉ foi fundada em 1960 com a fusão de Raidió Éireann (1926) e Teilifís Éireann (1960). A TG4 foi formada como uma subsidiária da RTÉ em 1996 como Teilifís na Gaeilge (TnaG), foi renomeada como TG4 em 1999 e se tornou independente da RTÉ em 2007.
Ambas as emissoras de serviço público irlandesas recebem parte da taxa de licença, com RTÉ tomando a parte do leão do financiamento. A publicidade representa 50% da receita da RTÉ e apenas 6% da receita da TG4. 7% da taxa de licença é fornecida à Autoridade de Radiodifusão da Irlanda desde 2006. Até 2006, a taxa de licenciamento era concedida inteiramente à RTÉ.
RTÉ oferece uma gama de canais de televisão como a RTÉ 1, RTÉ 2, RTÉjr e RTÉ News Now. No rádio, possui emissoras em língua inglesa e irlandesa, como a RTÉ Rádio 1, RTÉ 2FM, RTÉ Lyric FM e RTÉ Raidió na Gaeltachta.
O Fundo Sound and Vision é operado pela Autoridade de Radiodifusão da Irlanda, este fundo recebe 7% da taxa de licença. O fundo é usado para ajudar as emissoras a encomendar programas de transmissão de serviço público. Está aberto a todos os produtores independentes, desde que recebam o apoio da transmissão gratuita, incluindo a TV3, a Today FM, a BBC Northern Ireland, a RTÉ, Channel 4, UTV, etc. A emissora de televisão paga Setanta Sports também recebeu financiamento para a programação através do fundo, desde que forneça esses programas de forma gratuita.

#### Itália
A emissora italiana é a RAI (Radiotelevisione Italiana), fundada em 1924 como URI. RAI transmite treze canais: Rai 1, Rai 2, Rai 3, Rai 4, Rai 5, Rai News 24, Rai Premium, Rai Movie, Rai Sport, Rai Storia, Rai Gole, Rai Yoyo, Rai Scuola (todos disponíveis também em alta definição). A RAI também transmite via satélite e está possui em rádio, editora e estúdio de cinema. A RAI tem a maior quota de audiência (45%) de qualquer rede de televisão italiana. Os rendimentos provêm de uma taxa permanente periódica (90 euros para cada agregado familiar em 2017) e da publicidade. Os principais concorrentes da RAI são os canais privados da Mediaset, o grupo de comunicação privado nacional, que possui doze canais (dois dos quais são SD e HD), e a La7, pertencente ao grupo SEAT Pagine Gialle; outros concorrentes são a Sky Italia (com três canais abertos) e a Discovery Italia (com sete canais abertos).

#### Noruega
Na Noruega, a emissora pública nacional é a NRK (Norsk rikskringasting), fundada em 1933, e que possui três redes de televisão e várias redes de rádio nacionais, além de várias emissoras regionais. A emissora é financiada por uma taxa de licença de televisão custando (em 2007) cerca de €230 por família por ano.

#### Países Baixos
Os Países Baixos utilizam um sistema bastante incomum de radiodifusão pública. Várias empresas produtoras recebem dinheiro e tempo para transmitir seus programas nos canais de televisão e rádio públicos da NPO. O tempo e o dinheiro são alocados proporcionalmente ao número de membros. O sistema destina-se a refletir a diversidade de todos os grupos que compõem a nação.

#### Portugal
Em Portugal, a emissora pública nacional é a Rádio e Televisão de Portugal (RTP), que em 1957 iniciou as emissões regulares do seu primeiro canal, atual RTP1. Em 1968 apareceu seu segundo canal, então chamado de "segundo programa", agora RTP2. Nos anos 70, a TV chegou às ilhas portuguesas da Madeira e dos Açores, com a criação de dois canais regionais: a RTP Madeira em 1972 e a RTP Açores em 1976.
Até à década de 1990, o estado detinha o monopólio da transmissão televisiva, pelo que a RTP1 e a RTP2 eram os únicos canais portugueses, ambos com programas generalistas semelhantes. Em 1990, a RTP1 passou a chamar-se "Canal 1" e, em 1992, a RTP2 passou a chamar-se "TV2". Com a criação dos dois canais privados, SIC em 1992 e TVI em 1993, a filosofia do serviço público mudou: em 1995, a TV2 foi renomeada RTP2 e se tornou um canal alternativo dedicado à cultura, ciência, artes, documentários, esportes (exceto futebol), minorias e crianças. Desde então, a RTP2 não realizou publicidade. O Canal 1, renomeado para a RTP1 também em 1995, permaneceu como o canal comercial do grupo RTP, focado em entretenimento, informação e grandes competições esportivas. Em 2004, após um grande período de reestruturação, a RTP iniciou a sua atual marca. Naquele ano também foram criados os dois canais temáticos do grupo - RTPN, um canal de notícias 24 horas que se tornou a RTP Informação em 2011 e a RTP3 em 2015; e RTP Memória, dedicada à programação clássica do RTP. Em 2014, a sede da RTP2 foi transferida de Lisboa para o Porto.
O grupo conta ainda com dois canais internacionais: o RTP Internacional, fundado em 1992 e dedicado à Europa, Ásia e Américas, e a RTP África, fundada em 1998 com foco em África, principalmente os países africanos de língua portuguesa: Angola, Cabo Verde, Guiné-Bissau, Moçambique e São Tomé e Príncipe.
A RTP é financiada pelas receitas publicitárias da RTP1, RTP Informação, RTP Memória, RTP África e RTP Internacional, e também pela taxa de contribuição audiovisual, que é embutida nas contas de electricidade. O financiamento do orçamento do governo cessou em 2014, durante a crise financeira portuguesa.

#### Reino Unido
O Reino Unido tem uma forte tradição de radiodifusão pública. Além da BBC, criada em 1922, há também o Channel 4, uma emissora de serviço público de propriedade pública e comercialmente financiada, e a S4C, uma emissora de idioma galês no País de Gales. Além disso, as duas empresas de radiodifusão comerciais ITV e Channel 5 também têm obrigações significativas de serviço público impostas como parte da sua concessão para transmissão.
No Reino Unido, há também pequenas emissoras comunitárias. Existem agora 228 estações com licenças de transmissão FM (concedidas pelo Office of Communications). As estações de rádio comunitárias geralmente cobrem uma pequena área geográfica com um raio de cobertura de até 5 km e funcionam sem fins lucrativos. Eles podem atender a comunidades inteiras ou a diferentes áreas de interesse - como um grupo étnico específico, faixa etária ou grupo de interesse. As estações de rádio comunitárias refletem uma mistura diversificada de culturas e interesses. Por exemplo, pode-se ouvir estações de música urbana ou experimental, enquanto outras são voltadas para pessoas mais jovens, comunidades religiosas ou as forças armadas e suas famílias.

### Ásia

#### Coreia do Sul
Uma das redes públicas da Coreia do Sul é a Korean Broadcasting System (KBS). Originalmente um canal controlado pelo governo, agora é um sistema de transmissão independente. A KBS começou a transmitir rádio em 1947 e abriu para a indústria da televisão em 1961, e fundou oficialmente sua própria identidade em 1973. Outro canal público de transmissão é a Munhwa Broadcasting Corporation, ou MBC. Conhecido por ser o segundo canal do país, também compartilha os papéis de ser a televisão pública nacional com a KBS.
A Coréia do Sul também tem outro canal público de transmissão chamado Educational Broadcasting System, ou EBS. Originalmente considerado um canal de extensão do KBS, foi cindido como um canal educacional, mas manteve suas tarefas de transmissão pública. A KBS e a EBS são financiadas principalmente por publicidade em seus canais, mas devido às crescentes competições, isso também está se tornando um problema para elas.

#### Hong Kong
Em Hong Kong, a Radio Television Hong Kong (RTHK) é a única emissora pública. Embora seja um departamento governamental sob hierarquia administrativa, goza de independência editorial. Ela opera sete canais de rádio e produz programas de televisão e transmite em canais de televisão comerciais, já que esses canais são obrigados por lei a fornecer intervalos de tempo para os programas de televisão da RTHK. A RTHK também possui 3 canais de televisão aberta.

#### Índia
Na Índia, Prasar Bharati é a emissora pública da Índia. No entanto, é financiada por publicidade comercial. É uma empresa autônoma do Ministério da Informação e Radiodifusão da Índia e do Governo da Índia e compreende a rede de televisão Doordarshan e a All India Radio. A Prasar Bharati foi estabelecido em 23 de novembro de 1997, seguindo uma exigência de que as emissoras do governo na Índia deveriam ter autonomia como em muitos outros países. O Parlamento da Índia aprovou uma lei para conceder essa autonomia em 1990, mas não foi promulgada até 15 de setembro de 1997.

#### Japão
No Japão, a principal emissora pública é a NHK (Nippon Hōsō Kyōkai, 日本放送協会). A emissora foi criada em 1926 e foi inspirada na BBC quando ela foi lançada. Assim como a BBC, a NHK é financiada por uma taxa de licença de todos os lares japoneses, sem publicidade comercial e a manutenção de uma posição de estrita imparcialidade política. No entanto, o não pagamento excessivo de uma grande quantidade de famílias levou a taxa de licença a se tornar uma questão política. A NHK opera duas estações de TV terrestre nacional (NHK General e NHK Educational) e dois serviços somente por satélite (serviços NHK BS1 e NHK BS Premium). A NHK também administra 3 serviços de rádio nacionais e uma série de emissoras de rádio e televisão internacionais, semelhante aos da BBC World Service. A NHK também inovou na televisão, desenvolvendo a primeira tecnologia de televisão de alta definição do mundo em 1964 e lançando serviços de alta definição no Japão em 1981.

#### Taiwan
O Public Television Service, também chamado de Taiwan Public Television Service Foundation, é a primeira emissora pública independente em Taiwan. Desde a sua criação em 1998, a PTS produziu vários programas dramáticos aclamados pela crítica e minisséries, apesar de enfrentar dificuldades de financiamento. O PTS está comprometido em falar pelas minorias, incluindo a promoção da programação em língua hacá e formosana, um esforço que contribuiu muito para o movimento de "taiwanização".

### Oceania

#### Austrália
Na Austrália, a Australian Broadcasting Corporation (ABC) é de propriedade do governo australiano e é 100% financiada pelo contribuinte. O multicultural Special Broadcasting Service (SBS), outra emissora pública, agora aceita patrocínio de empresas privadas e publicidade limitados.
Além disso, há um grande setor de rádios comunitárias, financiado em parte por doações federais por meio da Community Broadcasting Foundation, mas amplamente sustentado por meio de assinaturas, doações e patrocínio de empresas. Em junho de 2005, havia 442 estações de rádio comunitárias totalmente licenciadas e um número de estações de televisão comunitárias (a maioria operando como Canal 31, apesar de não estar relacionada em diferentes estados). Elas são organizados de forma semelhante às estações PBS e NPR nos Estados Unidos e assumem o papel que as estações de televisão de acesso público têm nos Estados Unidos.

#### Nova Zelândia
Na Nova Zelândia, todas as emissoras recebem uma pequena fatia da responsabilidade da transmissão pública, por causa da agência financiada pelo governo, a NZ On Air. Isso se deve ao requisito da NZ On Air para programas de serviço público em todos os canais e estações, em vez de serem colocados em uma única rede. A antiga emissora pública BCNZ (ex-NZBC - New Zealand Broadcasting Corporation) foi dividida em corporações estatais distintas, a Television New Zealand (TVNZ) e a Radio New Zealand (RNZ). Enquanto a RNZ permanece livre de comerciais, cerca de 90% do financiamento para a TVNZ vem de comerciais durante os programas em seus dois canais. A TVNZ continua a ser uma emissora pública; no entanto, como a CBC Television no Canadá, é essencialmente uma rede totalmente comercial em batalhas contínuas de audiência com outras estações, o que continua a ser uma questão controversa dentro da Nova Zelândia. Com o encerramento do canal TVNZ 7, a única rede de serviço público totalmente não comercial da Nova Zelândia é a Radio New Zealand.
Além da televisão, a Nova Zelândia tem uma rica cultura de rádio pública, sendo a Radio New Zealand a principal provedora, com uma rede variada (Radio New Zealand National) e uma rede musical clássica (Radio New Zealand Concert). A RNZ também possui uma emissora internacional (Radio New Zealand International). Além da RNZ, quase todas as 16 regiões da Nova Zelândia possuem uma rede de "rádio de acesso". Todas essas redes são livres de comerciais.

### África

#### Angola
A Rádio Nacional de Angola (RNA) é uma empresa pública de radiodifusão que controla cinco canais em Luanda: Canal A; Rádio N´gola Yetu; Rádio Luanda; Rádio 5; e Rádio FM Estéreo. São 62 centros de trabalho integrados à RNA, que produzem programas em português e em 12 línguas nacionais, além do inglês e francês na programação internacional.

A RNA foi oficializada em 1975, ano em que o governo extinguiu a Emissora Oficial de Angola, fundada em 1953.